# Kaoru Mitoma
Kaoru Mitoma (født 20. maj 1997) er en japansk fodboldspiller, der spiller for den engelske klub Brighton .
Han repræsenterede Japan ved sommer-OL 2020 i Tokyo, hvor hans hold blev nummer 4.
Han blev udtaget til Japans trup til VM i fodbold 2022 i Qatar.